# إم 3 (مترو إسطنبول)
قطار M3 (بالتركية: M3 Bakırköy Sahil - Kayaşehir Merkez Metro) هو خط نقل سريع لمترو إسطنبول يظهر باللون الأزرق الفاتح على الخرائط وعلامات الطرق، وافتتح في عام 2013.

## تاريخ
هذا جدول زمني يوضح كيف بني المترو من بدايته إلى افتتاحه الكامل:
- بدأ حفر أنفاق المترو في مايو 2006
- إكتملت حفر الأنفاق في مارس 2009
- ركبت أول مركبة في النفق في يناير 2010
- تمت أول تجربة للقطار في ديسمبر 2010
- تمت تجربة القطار يقودها رئيس بلدية إسطنبول أكرم إمام أوغلو في يناير 2011
- تم تشغيل نظامات الإشارات على السكك في مارس 2012
- بدأت التجربات النهائية في يونيو 2012
- إفتتح المرحلة الأولى للقطار (كرازلي - باشاك شهير) في 14 يونيو 2013
- أقيمت حفلة إفتتاحية في 7 يوليو 2013
- إفتتح القطار الفرعي (كرازلي - استاد الأولمبيات) في 22 نوفمبر 2013
- أغلق القطار الفرعي (كرازلي - استاد الأولمبيات) بعد إستبداله بمترو M9 (بهارية - استاد الأولمبيات) في 29 مايو 2021
- إفتتح المرحلة الثانية للقطار (باشاك شهير - كايا شهير) في 8 ابريل 2023
- إفتتح المرحلة الثالثة للقطار (ساحل باكر كوي - كرازلي) في 10 مارس 2024

## محطات
جميع المحطات تحت الأرض.
| محطة                  | المنطقة       | تحويلات | ملحوظات                                         |
| --------------------- | ------------- | --- | ----------------------------------------------- |
| ساحل باكر كوي         | باكر كوي      | ⛴️(باكر كوي) |                                                 |
| ميدان الحرية          | باكر كوي      | ・ (باكر كوي) حافلات İETT: 50B, 71T, 72T, 94A 73B, 76, 76B, 76C, 76V, 76Y, 79B, 89YB, 94Y, 98, 98A, 98AB, 98B, 98D, 98E, 98G, 98H, 98K, 98M, 98MB, 98S, 98T, 98TB, 98Y, 146, E-57 | حديقة يوسف كوكسال                               |
| إنجرلي                | باكر كوي      | ・ حافلات İETT: 31, 31E, 50B, 71T, 72T, 73, 73F, 76D, 78ZB, 79G, 79Ş, 82, 89, 89A, 89B, 89K, 89M, 89S, 92, 94, 94A, 94Y, 97, 97A, 97BT, 97E, 97KZ, 97T, H-9, HT13, MK97           | قصر عدالة باكر كوي                              |
| خزنة دار              | غونغورين      | حافلات İETT: 36CY, 92, 97T, 98D, 98G, 98Y, MK97 | حديقة غونغورين                                  |
| إلك يوفا              | بهتشةلي أيفلر | حافلات İETT: 36CY, 92, 98D, 98Y |                                                 |
| يلدز تبة              | باعجلار       | حافلات İETT: 36CY, 92, 98D, 98S, 98Y | المحطة لا زالت تحت الإنشاء، القطار لن يتوقف هنا |
| مولا غوراني           | باعجلار       | حافلات İETT: 98K, HT10, HT11 | حديقة مولا غوراني                               |
| كرازلي                | باعجلار       | حافلات İETT: 92K, 98K, HT10, MK42 |                                                 |
| يني محلة              | باعجلار       | حافلات İETT: 92, 92B, 92K, 92Ş, 97G, 98D, 98K, HT13 | حديقة شهيد رمضان ساريكايا                       |
| محمود بيي             | باعجلار       | حافلات İETT: 141K, 141M, 144M, 89C, 89T, 91E, 97E, 97GE, 97M, 98A, 98M, H-1, HT10                                                                                                 |                                                 |
| إيستوتش               | باعجلار       | حافلات İETT: 143, 146B, 146K, 146M, 31Y, 76O, 78, 89F, 98M | أسواق إيستوتش                                   |
| إكتلي الصناعية        | باشاك شهير    | حافلات İETT: 31Y, 82S MK31 | نقل مجاني إلى                                   |
| تورغوت أوزال          | باشاك شهير    | حافلات İETT: 31Y, 78B, 78Ş, 82S, 98KM, 146K, 146M, MK31 |                                                 |
| سيتيلار               | باشاك شهير    | حافلات İETT: 143, 146B, 146K, 146M, 78C, 79E, 82S, 98KM |                                                 |
| مساكن باشاك           | باشاك شهير    | حافلات İETT: 78ZB, 89C, 98, 98KM, 143 |                                                 |
| باشاك شهير \ مترو كنت | باشاك شهير    | حافلات Havaist: HVİST-6 حافلات İETT: 78, 78BE, 78F, 89C, 98H, 98KM, 146B, MK1, MK22                                                                                               |                                                 |
| أونور كنت             | باشاك شهير    | حافلات İETT: 78E, 78F, 78ZB, 89C, 98, 146B, 146K | حديقة أونور كنت                                 |
| مستشفى المدينة        | باشاك شهير    | حافلات İETT: 36F, 78E, 78F, 78Ş, 79B, 79E, 79F, 79FY, 79GE, 79KM, 79KT, 79T, 146BA, 146F, HS2, HS3, MK1, MK2, MK22, MR50                                                          | مستشفى باشاك شهير تشام وساكورا                  |
| السكن العام           | باشاك شهير    | حافلات İETT: 36AS, 78E,78G, 78Ş, 79B, 79C, 79E, 79F, 79G, 79K, 79KM, 79KT, 79T, 79Y, MK11                                                                                         | حديقة كايا شهير الوطنية                         |
| مركز كايا شهير        | باشاك شهير    | حافلات İETT: 36F, 78E, 78F, 79F, 79FY, 79GE, 79KM, 79KT, 79M, 146BA, 146F, MK1, MK2                                                                                               | حديقة باشاك شهير الوطنية                        |

## المركبات
القطار يستخدم مركبات آلستوم متروبوليس، من نفس شركة مركبات مترو M2 ولكن خط M3 يستخدم مركبات من نوح أحدث، وبني مستودع M3 في محطة استاد الأولمبيات وأيضا يخزن فيه مركبات مترو M9، لأنهم يستخدمون نفس المركبات.